# 伊莎贝尔·赫洛夫森

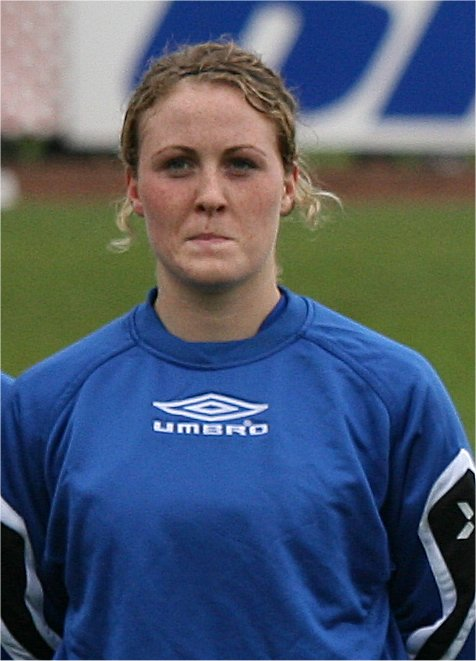
伊莎贝尔·赫洛夫森

伊莎贝尔·赫洛夫森（Isabell Herlovsen；1988年6月23日—）生于德国门兴格拉德巴赫，挪威女子足球运动员，在俱乐部里昂中司职前卫。
她16岁首次代表挪威国家女子足球队，赫洛夫森现居挪威弗雷德里克斯塔。她的父亲凯·埃里克·赫洛夫森是挪威著名足球运动员。伊莎贝尔还有一个姐姐和一个弟弟。